# Fontenoy-sur-Moselle

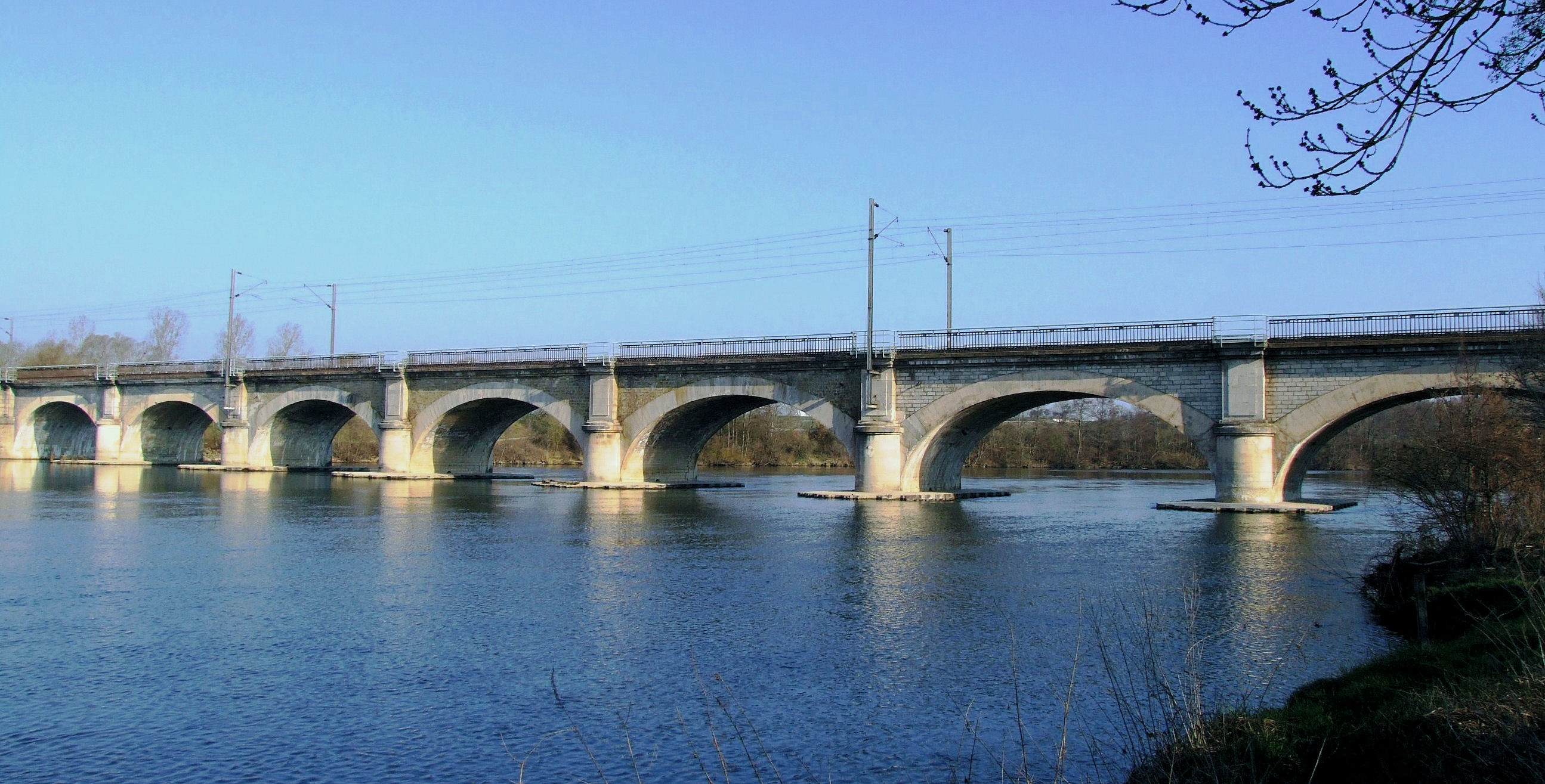
Wiadukt kolejowy na rzece Mozela w Fontenoy-sur-Moselle (2006)

Fontenoy-sur-Moselle – miejscowość i gmina we Francji, w regionie Grand Est, w departamencie Meurthe i Mozela.
Według danych na rok 1990 gminę zamieszkiwały 224 osoby, a gęstość zaludnienia wynosiła 40 osób/km² (wśród 2335 gmin Lotaryngii Fontenoy-sur-Moselle plasuje się na 821. miejscu pod względem liczby ludności, natomiast pod względem powierzchni na miejscu 956.).

## Populacja

Populacja Fontenoy-sur-Moselle w latach 1962–2008